# Hagelmayer István
Hagelmayer István (Dorog, 1933. november 7. – Budapest, 1997. október 26.) közgazdász, a magyar pénzelmélet továbbfejlesztője.

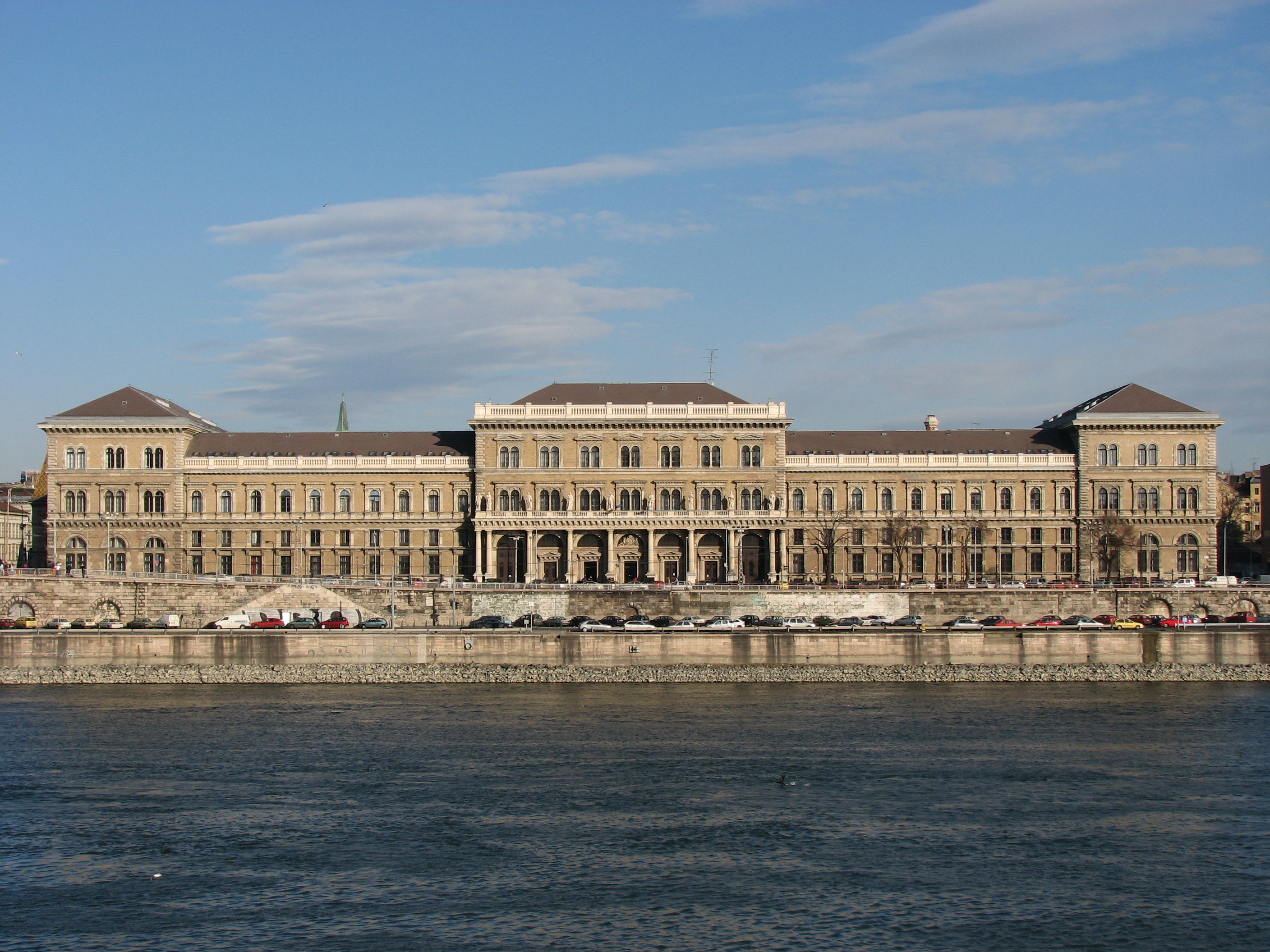
1957-1998 között a Marx Károly Közgazdaságtudományi Egyetemen tanított

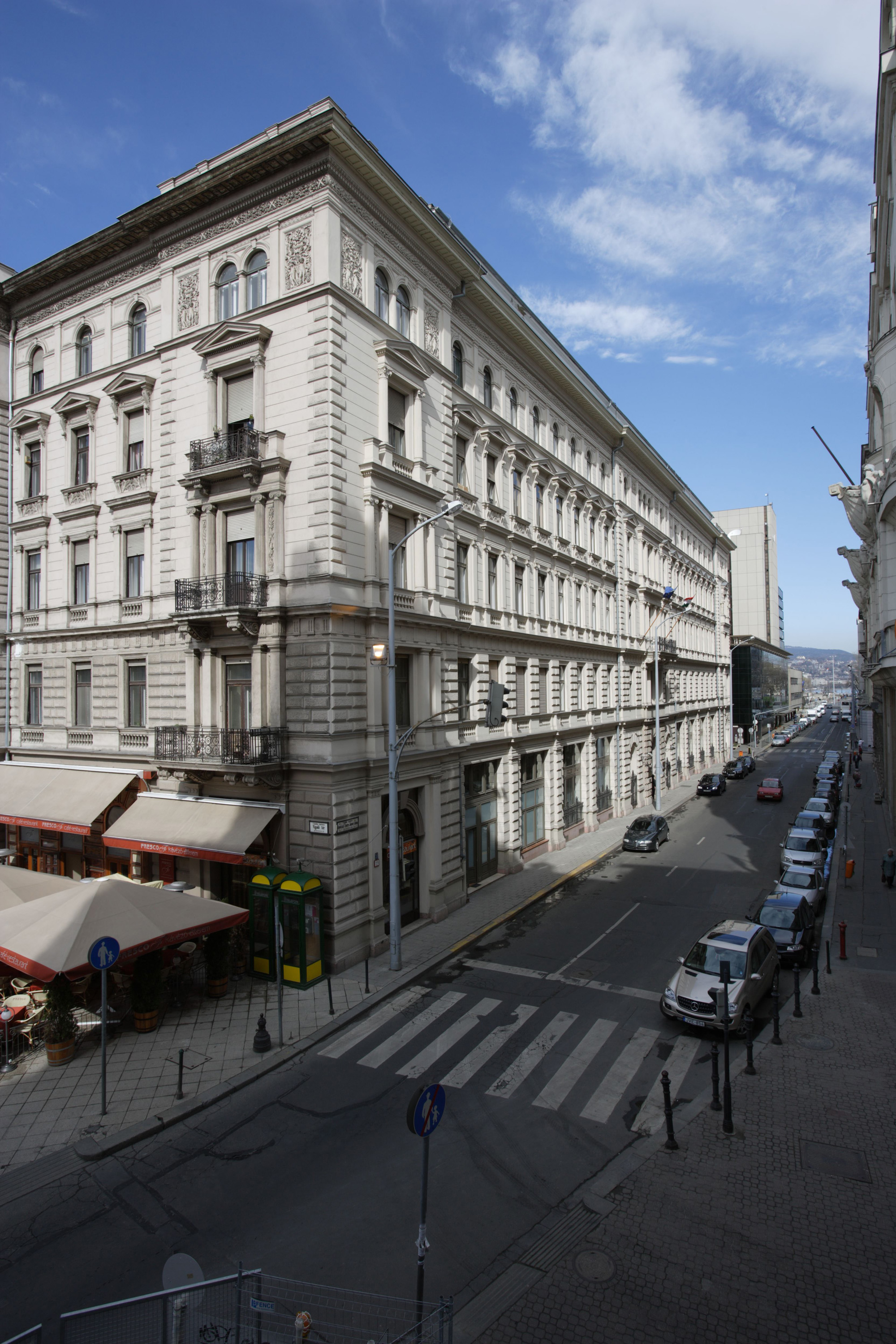
1989-1996 között az Állami Számvevőszék első elnöke volt

| Hagelmayer István                         | Hagelmayer István                         |
| Kattints az alábbi külső linkek egyikére! | Kattints az alábbi külső linkek egyikére! |
| ----------------------------------------- | ----------------------------------------- |
| Nem található szabad kép.(?)              |                                           |
| külső link · jogvédett                    | Hagelmayer István. Magyar Nemzeti Névtér. |

## Tanulmányok
Az Esztergomi Közgazdasági Technikumban érettségizett 1952-ben. Az MKKE pénzügyi szakán 1957-ben szerzett diplomát, majd 1959-ben doktorált. Közgazdasági tudományok kandidátusa lett 1963-ban.

## Munkássága
A diploma megvédése után az MKKE Pénzügyi Tanszéke gyakornoka volt 1958-ig, amikor is kinevezték tanársegédnek. Tanársegédként négy évig dolgozott, majd adjunktusi feladatok ellátását bízták rá 1968-ig. Még ebben az évben kinevezték tanszékvezető egy. docensnek (1968–1975). Egyetemi tanárként oktatott gyakorlatilag haláláig: 1975. júl. 1.–1997. okt. 26.
Az egyetemi tanszéken végzett munkássága mellett az MTA–TMB-n Augusztinovics Mária aspiránsa 1959–től 1963-ig. A Pénzügykutatási Intézet igazgatója (1975 és 1987–1989). Az Állami Számvevőszék első elnöki tisztségét 1989–1996 között töltötte be.
Pénzelmélettel, pénzügy- és adópolitikával, a pénz szerepével és a magyarországi infláció okaival foglalkozott. Reformközgazdaként a gazdasági átalakulási folyamatban jelentős szerepe volt.

### Sporttevékenysége
Fiatalon a Dorogi Tárna igazolt labdarúgója volt. Felnőtt korú játékosként elsősorban az NB I. tartalékbajnokságában szerepelt, azonban az 1951-1952-es MNK sorozatában meghívták az első csapathoz. A dorogiak egészen a döntőig meneteltek, ahol végül szoros csatában 3-2 arányban alulmaradtak az MTK gárdájával szemben. Hagelmayer nem csak a keret tagjaként részesült az ezüstérmes helyezésből, de a negyeddöntőben pályára is lépett a Ceglédi Lokomotív ellen, amelyet 4-0-ra nyert a Dorog.

### Magánélete
Felesége Gritz Ida. Házasságukból két gyermek született, Hágelmayer Veronika modell és nővére Hágai Katalin, az Operaház szólótáncosa.

### Elismertség
- 1994–1997 a Magyar Pénzügyi Gazdasági Ellenőrök Egyesülete elnöke
- 1995-1997 a Magyar Közgazdasági Társaság alelnöke
- 1990–1997 az Európai Számvevőszékek Nemzetközi Szervezete alelnöke

### Elismerés
- 1978 Lengyel Gyula-emlékérem
- 1992 Heller Farkas-díj
- 1995 Dorog város díszpolgára

### Emlékezet
- 2000-ben az Állami Számvevőszék Hagelmayer István-díjat alapított kiemelkedő munkásságának emlékére.
- 2012. február 17-én az esztergomi Balassa Bálint Gazdasági Szakközépiskola és Szakiskola fennállásának 100. évfordulóján dr. Hagelmayer István emlékére táblát avattak

- Budapesti Corvinus Egyetem Jubileumi Évkönyv. 2020. 143. Petschnig Mária Zita. Pénzügy szak. Felejthetetlenek voltak Mátyás Antal, Hagelmayer István, Berend T. Iván, Pach Zsigmond Pál, Nagy Tamás, Bertóti László, Riesz Miklós Csanádi György előadásai.[6]

## Főbb művei
- A forgalmi adó elmélete a kapitalizmusban. Egy. doktori értek. (Bp., 1958)
- Lehet-e arany a szocializmus pénze? (Közgazdasági Szemle, 1962)
- Az értékmérő pénz és az értéktörvény a szocializmusban.(Közgazdasági Szemle, 1963)
- A pénz a szocializmusban. Monográfia és kand. értek. is. (Bp., 1964)
- Pénzügytan. 1. Tankönyv. Dobrovits Ivánnal. (Bp., 1966; 2. kiad. 1969)
- Az új gazdasági mechanizmus és a pénzelmélet. (Pénzforgalom és hitel. Bp., 1968)